# Evelyn Hu
Evelyn L. Hu (Nueva York, 1947) es profesora de Física Aplicada e Ingeniería Eléctrica en la Universidad de Harvard. En 2019, recibió el premio de campo técnico de IEEE Andrew Grove.

## Temprana edad y educación
Sus padres emigraron a los Estados Unidos desde China en 1944–1945. Recibió su licenciatura del Barnard College en 1969, y su maestría y doctorado de la Universidad de Columbia, todos en física, en 1971 y 1975, respectivamente.

## Carrera e investigación
Trabajó en los Laboratorios Bell de AT&T de 1975 a 1984, cuando se incorporó a la Universidad de California en Santa Bárbara (UCSB) como profesora titular, cargo que ocupa desde 1984. Se desempeñó en el Departamento de Ingeniería Eléctrica e Informática de UCSB como vicepresidenta de 1989 a 1992 y como presidenta de 1992 a 1994. En 2008, fue elegida miembro de la Academia Nacional de Ciencias de Estados Unidos. Ha sido pionera en la fabricación de dispositivos electrónicos y fotónicos a nanoescala, y fue nombrada Profesora Gordon McKay de Física Aplicada e Ingeniería Eléctrica en la Escuela de Ingeniería y Ciencias Aplicadas (SEAS) de la Universidad de Harvard, a partir del 1 de enero de 2009. También se ha desempeñado desde 2000 como codirectora científica del California NanoSystems Institute, una iniciativa conjunta de UCSB y la Universidad de California en Los Ángeles .
Ha realizado importantes contribuciones a la nanotecnología al diseñar y crear nanoestructuras complejas. Su trabajo se ha centrado en dispositivos a nanoescala hechos de semiconductores compuestos y en dispositivos novedosos hechos mediante la integración de varios materiales, tanto orgánicos como inorgánicos. También ha creado estructuras nanofotónicas que algún día podrían facilitar la computación cuántica. El trabajo fundamental en nanofabricación ha incluido patrones de alta resolución y grabado de circuitos de alta resolución en materiales a nanoescala. También ha desarrollado enfoques biológicos para la nanotecnología, utilizando vías de ensamblaje biológico para controlar la composición y estructura de dispositivos novedosos. Algunas de sus ideas de investigación la llevaron a cofundar Cambrios Technology, con sede en Cambridge, Massachusetts, una empresa emergente que está desarrollando materiales nuevos y rentables de importancia para aplicaciones de dispositivos electrónicos. En UCSB, ha dirigido el Instituto de Ingeniería Cuántica, Ciencia y Tecnología, el Centro de Estructuras Electrónicas Cuantizadas financiado por la Fundación Nacional de Ciencias y el Centro de Sistemas Robóticos en Microelectrónica, y el componente UCSB de la Red Nacional de Usuarios de Nanofabricación de laFundación Nacional de Ciencias.
Según un artículo de noticias de 2012 publicado por la Escuela de Ingeniería y Ciencias Aplicadas de Harvard (incluido en la página de inicio del sitio web de la Universidad de Harvard), Hu está explorando el uso de obleas de nitruro de galio a nivel de nanoescala en la formación y el uso de puntos cuánticos en nanofotónica (el estudio y la manipulación de la luz a través de materiales, fotónica, a nivel de nanoescala), que eventualmente podrían encontrar uso en pantallas de teléfonos inteligentes y los fluorescentes (menos riesgosos, no invasivos) etiquetado de células biológicas para su estudio en salud y enfermedad. Hu es editora y revisora de la revista Science.

## Premios
- 1994, Miembro del Instituto de Ingenieros Eléctricos y Electrónicos (IEEE)
- 1995, miembro de la American Physical Society
- 1998, Miembro de la Asociación Estadounidense para el Avance de la Ciencia
- 2002, elegido miembro de la Academia Nacional de Ingeniería
- 2008, elegido miembro de la Academia Nacional de Ciencias
- 2013, Doctorado honoris causa de la Universidad Heriot-Watt[3]
- 2019, Premio técnico de campo IEEE Andrew Grove.
- ETH Day 2019, Hu fue galardonada con el único doctorado honorario del año de la ETH en Zúrich.[4]